# Stonewalling
Stonewalling é quando um indivíduo recusa em se comunicar ou cooperar. Tal comportamento ocorre várias situações, como aconselhamento matrimonial, negociações diplomáticas, política e casos jurídicos. A linguagem corporal pode indicar e reforçar esse comportamento, evitando o contato e o envolvimento com o outro. Pessoas usam a deflexão em uma conversa para torná-la inútil e insignificante. Táticas de stonewalling incluem: dar respostas vagas e esparsas; recusar-se a responder perguntas; e responder perguntas com perguntas adicionais. Essas práticas também podem ser usadas como táticas de adiamento em vez de uma tática de evasão.

## Relacionamentos
Quando um ou ambos os membros de um casal se recusam a se comunicar, isso pode marcar o passo final para o rompimento do relacionamento. O psicólogo americano John Gottman caracterizou esta fase como o quarto cavaleiro em seu Modelo Cascata de Dissolução Relacional. Nos seus estudos, o comportamento de "stonewalling” foi predominantemente utilizado por homens, enquanto as mulheres recorreram predominantemente à “crítica”. Os resultados de Gottman ilustraram uma mudança fisiológica nos indivíduos; homens que participaram do estudo atingiram um estado de excitação antes de "stonewall", enquanto suas parceiras demonstraram um aumento de frequência cardíaca depois que seu parceiro "stonewalled". Gottman descreve os Quatro Cavaleiros em detalhes em seu livro, Os Sete Princípios para Fazer um Casamento Funcionar.